# Alvin Tyler
Alvin Owen "Red" Tyler (New Orleans,5 december 1925 – aldaar, 3 april 1998) was een Amerikaanse rhythm-and-blues en jazzsaxofonist, componist en arrangeur.

## Jeugd
Tyler groeide op met de fanfares en marching bands in New Orleans en kreeg zijn bijnaam "Red" vanwege zijn lichtgebruinde huid. Hij begon saxofoon te spelen tijdens zijn militaire dienstplicht en ging na zijn afzwaaien naar de Grunewald School of Music.

## Carrière
Tyler speelde vanaf in 1949 in de band van Dave Bartholomew, de huisband van de J&M studio van Cosimo Matassa. De kerngroep van de sessiemuzikanten bestond naast Tyler, die voornamelijk baritonsax speelde, uit de blazers Lee Allen en Herb Hardesty, de gitaristen Ernest McLean, Roy Montrell,  Justin Adams, Walter "Papoose" Nelson en Edgar Blanchard, de drummers Earl Palmer en Charles "Hungry" Williams, op bas Frank Fields en Chuck Badie en op piano Edward Frank of Salvador Doucette.

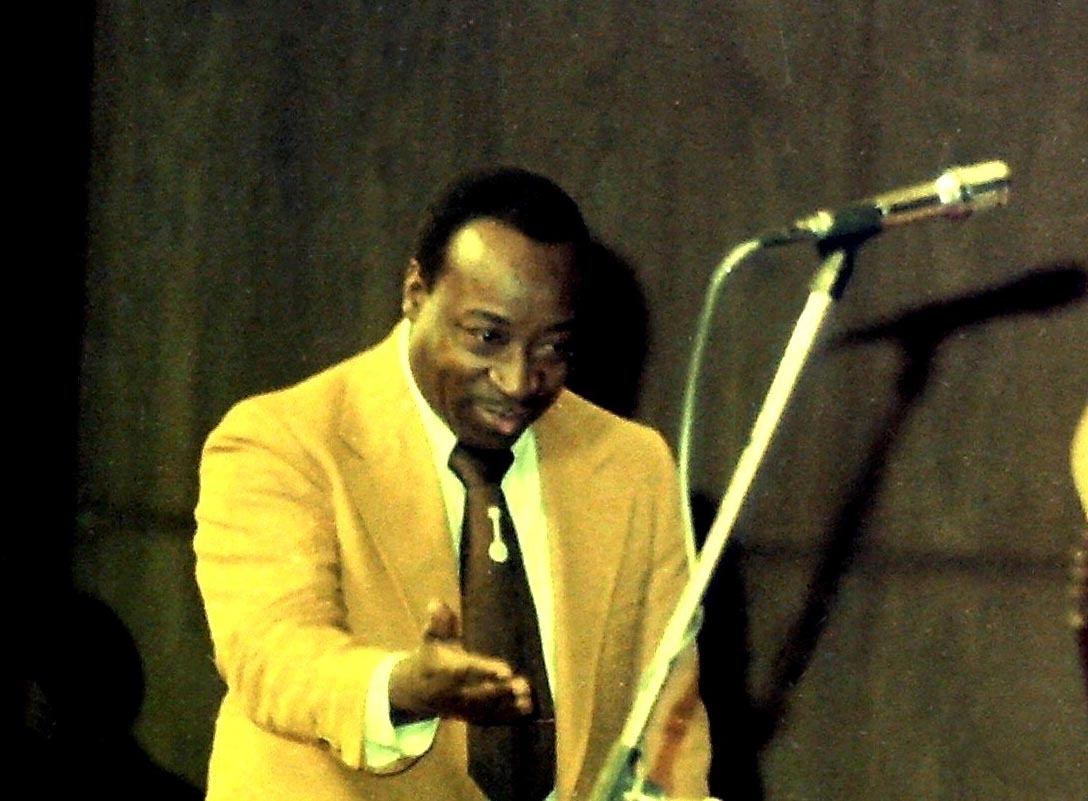
Dave Bartholomew

Zijn platendebuut was de opname van “The Fat Man” door Fats Domino, zijn eerste compositie op plaat was "Forever" door Sam Cooke, de B-kant van "I'll Come Running Back To You".
In de studio werd meestal geen arrangeur ingehuurd, het werk werd door de aanwezige sessiemuzikanten gedaan. Tyler leerde zo het vak.
In 1955 startte Tyler als A&R-man bij Ace Records, waar hij betrokken was bij de opnames in de studio's van Cosimo Matassa met Huey "Piano" Smith ("Rockin' Pneumonia and the Boogie Woogie Flu") en Frankie Ford ("Sea Cruise"). Hij nam in 1961 het album Rockin 'and Rollin' op, onder de naam "Alvin 'Red' Tyler and the Gyros", een band met onder meer Frank Fields, Allen Toussaint en James Booker.
Hij verliet Ace in 1961 en hielp Harold Battiste bij de oprichting van zijn platenlabel AFO (All For One), dat in 1962 een hit scoorde met Barbara Georges "I Know". Tyler verhuisde in 1965 naar Californië, waar hij opnamen maakte met Sam Cooke, Larry Williams en anderen, voordat hij halverwege de jaren zestig terugkeerde naar New Orleans. Hij was mede-eigenaar van Parlo Records, AKA Olrap Publishing, Inc., dat in 1967 succes boekte met Aaron Nevilles "Tell It Like It Is".
Vanaf het midden van de jaren 1960 werkte Tyler als drankverkoper. Hij begon ook zijn eigen jazzband, de Gentlemen Of Jazz, die optrad in clubs en hotelresidenties in New Orleans. Hij  speelde met andere jazzmuzikanten, waaronder Ellis Marsalis. Hoewel de baritonsaxofoon tijdens zijn jaren als studiomuzikant zijn belangrijkste instrument was, ging zijn jazzspel geleidelijk steeds meer leunen op de tenorsaxofoon. Halverwege de jaren 1980 nam hij voor Rounder Records twee jazzalbums op: Graciously en Heritage, met zang van Johnny Adams en Germaine Bazzle. In 1994 nam hij het album The Ultimate Session op met Toussaint, Earl Palmer, Mac Rebennack en andere muzikanten uit New Orleans.
Kort voor Tylers dood stelde hij nog een compilatie-cd samen, getiteld Simply Red,  met klassiekers als 'Peanut Vendor', 'Junk Village' en 'Double Whammy'.
Tyler stierf op 72-jarige leeftijd in New Orleans. Na zijn dood organiseerde het New Orleans Jazz Festival een concert ter ere van hem, met veel vooraanstaande New Orleans-muzikanten.